# Bloemendaal
Bloemendaal ((prononcé : [ˈblumə(n)ˌdaːl] ) est un village et une commune néerlandaise située sur la côte de la mer du Nord, en province de Hollande-Septentrionale. Elle est bordée par le chef-lieu provincial, Haarlem, à l'est, 19 km à l'ouest de la capitale, Amsterdam. Une partie de son territoire est compris dans le parc national Zuid-Kennemerland, qui s'étend également sur les communes voisines de Velsen et Zandvoort.
La commune compte 23 932 habitants au 31  janvier 2023) pour une superficie de 45,23 km2 (dont 5,44 km2 d'eau). Dans les dunes du Kennemer (Kennemerduinen) se trouve l'Eerebegraafplaats Bloemendaal, cimetière d'honneur, aménagé afin de donner une sépulture à 372 résistants néerlandais enterrés par les Allemands durant l'occupation à divers endroits dans les dunes après avoir été abattus, là ou ailleurs en Hollande-Septentrionale.
Bloemendaal est l'une des communes les plus prospères des Pays-Bas. Avec un revenu médian de 34 700 euros, les ménages sont parmi les plus riches des Pays-Bas. Selon le Research Best Municipalities de 2019, Bloemendaal est également la quatrième meilleure commune pour la qualité de vie, étant située dans la région la plus populaire des Pays-Bas.

## Localités
La commune comprend les zones résidentielles suivantes :
- Aerdenhout
- Bennebroek
- Bentveld (partiellement)
- Bloemendaal
- Bloemendaal aan Zee
- Overveen (maison communale)
- Vogelenzang

## Édifices religieux
- Église du village réformée de 1636.
- Chapelle Adelbert de 1923, actuellement utilisée comme salle de prière bouddhiste.
- Église de la Ligue protestante néerlandaise de 1925.
- Église catholique libre Saint-Raphaël de 1926 par l'architecte J. de Lugt.
- Église réformée de Vijverweg de 1959 par l'architecte H.W. van Kempen.
- Église catholique romaine moderne de la Très Sainte Trinité de 1992.

## Monuments
Bloemendaal compte plus de 435 monuments.
Voir:
- Liste des monuments nationaux protégés à Bloemendaal (commune)
- Liste des monuments nationaux protégés à Bloemendaal (localité)
- Liste des monuments communaux à Bloemendaal (commune)
- Liste des monuments communaux à Bloemendaal (localité)
- Liste des monuments de guerre à Bloemendaal

Voir aussi https://www.onsbloemendaal.nl/monumenten2

## Art dans l'espace public
La commune de Bloemendaal zcompte diverses statues, sculptures et objets placés dans l'espace public, voir :
- Liste des sculptures à Bloemendaal

## Personnalités liées à la commune
- Richard Roland Holst (1868-1938), artiste, y est mort.
- Anton Pieck (1895-1987), artiste peintre, illustrateur
- Leo Brongersma (1907-1944),  zoologue, herpétologiste et professeur né à Bloemendaal
- Paul Guermonprez (1908-1944), photographe, résistant, fusillé et enterré dans les dunes de Bloemendaal.
- Edward Brongersma (1911-1998), homme politique néerlandais.
- Kick Smit (1911-1975), footballeur né à Bloemendaal.
- Godfried Bomans (1913-1971), écrivain.
- Toon Kortooms (1916-1999), écrivain.
- Hannie Schaft (1920-1945), résistante, assassinée dans les dunes de Bloemendaal.
- Renate Dorrestein (1954-2018), écrivaine et journaliste
- Diederik Simon (1970-), champion olympique d'aviron, né à Bloemendaal.
- Ellen Hoog (1986-), joueuse de hockey sur gazon, née à Bloemendaal.